# Manuscrit Harley

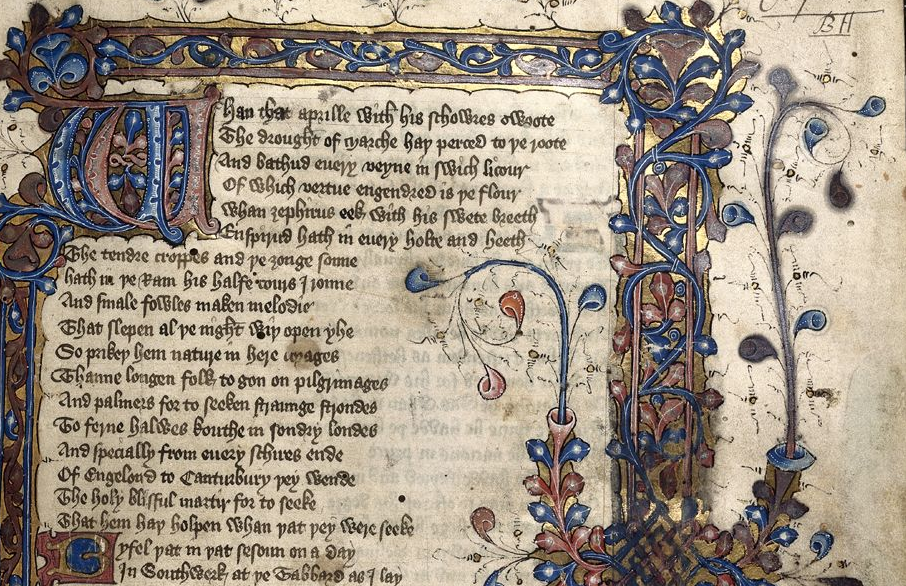
Le premier folio du manuscrit.

Le manuscrit Harley est un manuscrit enluminé des Contes de Canterbury de Geoffrey Chaucer produit au début du XVe siècle. Il est conservé à la British Library sous la cote Harley MS. 7334.

## Histoire
Le manuscrit Harley a été probablement réalisé à Londres dans les premières années du XVe siècle, durant la décennie qui suit la mort de Chaucer en 1400. Le comte d'Oxford et comte Mortimer Edward Harley (1689-1741) en fait l'acquisition en 1738. L'importante collection de manuscrits amassée par son père Robert et lui est vendue à la nation en 1753. La collection Harley constitue l'un des fonds initiaux de la bibliothèque du British Museum, qui devient la British Library en 1973.

## Description
Le manuscrit Harley mesure 355 × 245 mm. Il comprend 286 folios. Il est rédigé en cursive gothique par un scribe (surnommé « Scribe D ») responsable d'autres manuscrits de la même époque.
Son texte diffère nettement de celui des autres manuscrits des Contes de Canterbury. Il propose des lectures uniques, ainsi qu'un ordre des contes qui ne se retrouve nulle part ailleurs. Le Conte de Gamelin, un ajout apocryphe au recueil, y est également inclus à la suite du Conte du cuisinier. Au XIXe siècle, le texte du manuscrit Harley était considéré comme le plus proche de la pensée originale de Chaucer, mais ce point de vue est aujourd'hui abandonné et l'on estime plutôt que le scribe a fait preuve d'une grande libéralité dans son approche de l'œuvre.